# Großharrie
Großharrie là một đô thị thuộc huyện Plön, trong bang Schleswig-Holstein, nước Đức. Đô thị Großharrie có diện tích 13,17 km², dân số thời điểm 31 tháng 12 năm 2006 là 543 người.